# Lomtjärnen (Njurunda socken, Medelpad, 690952-157879)
Lomtjärnen är en sjö i Sundsvalls kommun i Medelpad och ingår i Ljungans huvudavrinningsområde. Sjön har en area på 0,0409 kvadratkilometer och ligger 24,7 meter över havet.

## Delavrinningsområde
Lomtjärnen ingår i det delavrinningsområde (691039-157725) som SMHI kallar för Ovan VDRID = Stångån i Ljungans vattendragsyta. Medelhöjden är 82 meter över havet och ytan är 26,17 kvadratkilometer. Räknas de 1345 avrinningsområdena uppströms in blir den ackumulerade arean 12 601,96 kvadratkilometer. Avrinningsområdets utflöde Ljungan mynnar i havet. Avrinningsområdet består mestadels av skog (74 procent). Avrinningsområdet har 1,61 kvadratkilometer vattenytor vilket ger det en sjöprocent på 6,1 procent. Bebyggelsen i området täcker en yta av 0,65 kvadratkilometer eller 2 procent av avrinningsområdet.